# Chick Evans
Charles E. "Chick" Evans, Jr né le 18 juillet 1890 et décédé le 6 novembre 1979, était un golfeur amateur américain. Il est le premier golfeur amateur à s'imposer au championnat de golf amateur des États-Unis et à l'Open américain la même année en 1916. Il s'est de nouveau imposé au championnat de golf amateur des États-Unis en 1920 et a été sélectionné à la Walker Cup en 1922, 1924 et 1928. En 1960, il a reçu le Bob Jones Award et a été introduit au World Golf Hall of Fame en 1975.

## Biographie
Chick Evans est né à Indianapolis dans l'État de l'Indiana (États-Unis) en 1890, il a ensuite grandi dans les quartiers-nord de Chicago. À l'âge de huit ans, il est caddie à l'Edhewater Golf Club. Il est devenu l'un des meilleurs golfeurs amateurs parvenant même à être introduit dans le sélectif World Golf Hall of Fame en 1975, ceci notamment en raison de son exploit réalisé en 1916 lorsqu'il est parvenu à s'imposer la même année championnat de golf amateur des États-Unis et à l'Open américain en 1916, étant le premier à réaliser cette performance (égalé uniquement par Bobby Jones en 1930). Il est également le premier amateur à s'imposer au Western Open en 1910 et le seul jusqu'à 1985 et la victoire de Scott Verplank.
Dans les années 1960, Evans était encore un golfeur actif dans les tournois seniors et a participé au cours de sa vie à 50 championnats amateur des États-Unis. Il décède en 1979 à l'âge de 89 ans.

## Palmarès
- Vainqueur de l'Open américain : 1916.
- Vainqueur du championnat de golf amateur des États-Unis : 1916 et 1920.
- Vainqueur du Western Open : 1910.